# Töregene-katun
Töregene-katun (Turkiana-katun) (ur. ? zm. 1246) – żona Ugedeja. Po jego śmierci w latach 1241–1246 regentka imperium mongolskiego. Matka Gujuka.
Töregene-katun była żoną Kudu, syna Toktoy, jednego z merkickich wodzów. Po podbiciu Merkitów przez Czyngis-chana została żoną jego syna Ugedeja. Po jego śmierci przez kilka lat sprawowała władzę jako regentka, zasadniczo zmieniając politykę państwa. Wbrew woli męża uczyniła Wielkim Chanem swego syna Gujuka, odsunęła od władzy szefa kancelarii chańskiej Yelü Chucaia, powierzając finanse państwa Abd ar-Rahmanowi, straconemu później za oszustwa. Usunęła także wielu innych urzędników wyniesionych przez męża i teścia. Czinkaj, ujgurski namiestnik zachodnich prowincji i Mahmud Jalawacz – zarządca miast chorezmijskich – popadli w niełaskę i musieli ratować się ucieczką (obaj zostali przywróceni do urzędów za panowania Mongkego). Znaczną władzę zdobyła za jej rządów prostytutka Fatima. W czasie kurułtaju, który wybrał Gujuka na Wielkiego Chana, prawdopodobnie przyczyniła się do otrucia Wielkiego Księcia kijowskiego – Jarosława. Wzmocniła tym samym wroga Gujuka – Batu-chana, który zyskał poparcie synów zamordowanego księcia. Zmarła w pierwszych tygodniach panowania swego syna, być może zabita w starciu z jego żołnierzami, którzy zaatakowali jej dwór, by zatrzymać skazaną na śmierć Fatimę.